# Обад (лист)
Обад : лист за шалу и сатиру је хумористичко-сатирични часопис који је излазио у Новом Саду 1869. године. Објављен је само један број.

## Историјат
Године 1869. Изашао је број за узор Обада: листа за шалу и сатиру Обада Пецкаловића. Претпоставља се да је то псеудоним Аце Поповића Зуба. План је био да излази три пута месечно, чак и четири пута са лепим и занимљивим сликама.  Међутим, изашао је само овај један број за узор. 
Неуспелим покретањем Обада и гашењем Комарца и Змаја 1869, односно 1871. године Срби у Угарској остали су без хумористичко-сатиричних часописа.

### Програм листа
Обад је требало да брани достојанство штампе и интересе српског народа у Угарској. Идеја је била да се напада Светозар Милетић и његови сарадници. Напади су били оштри, без бирања средстава. Личили су на нападе који се јављају у Комарцу кад га је уређивао Аца Поповић Зуб. Зато се и мисли да је његов псеудоним Обад Пецкаловић. Такође је био непријатељ листа Змаја.

### Периодичност излажења
Изашао је само један број. То је био и први и последњи број сатиричног листа. А планирано је било да излази три пута месечно, 1, 10. и 20. у месецу.

### Тематика
- Сатире
- Шаљиви текстови у стиху
- Кратке цртице
- Занимљива питања

## Галерија
- Обад, број за узор, страна 2, 1869.
- Обад, број за узор, страна 3, 1869.
- Обад, број за узор, страна 4, 1869.